# Донвиль
Донви́ль (фр. Donneville, окс. Dònevila) — коммуна во Франции, находится в регионе Юг — Пиренеи. Департамент — Верхняя Гаронна. Входит в состав кантона Монжискар. Округ коммуны — Тулуза.
Код INSEE коммуны — 31162.

## География
Коммуна расположена приблизительно в 610 км к югу от Парижа, в 17 км к юго-востоку от Тулузы.
По территории коммуны проходит Южный канал и протекает река Эр.

## Климат
Климат умеренно-океанический. Зима мягкая и снежная, весна характеризуется сильными дождями и грозами, лето сухое и жаркое, осень солнечная. Преобладают сильные юго-восточные и северо-западные ветры.

## Население
Население коммуны на 2010 год составляло 1033 человека.
| 1962 | 1968 | 1975 | 1982 | 1990 | 1999 | 2010 |
| ---- | ---- | ---- | ---- | ---- | ---- | ---- |
| 213  | 305  | 378  | 615  | 682  | 777  | 1033 |

## Администрация
| Период | Период | Фамилия          | Партия                  | Примечания |
| ------ | ------ | ---------------- | ----------------------- | ---------- |
| 1989   | 2014   | Эмильен Пумироль | Социалистическая партия |            |
| 2014   | 2020   | Бернар Дюкнуа    |                         |            |

## Экономика
В 2010 году среди 689 человек трудоспособного возраста (15—64 лет) 518 были экономически активными, 171 — неактивными (показатель активности — 75,2 %, в 1999 году было 75,9 %). Из 518 активных жителей работали 491 человек (251 мужчина и 240 женщин), безработных было 27 (11 мужчин и 16 женщин). Среди 171 неактивных 84 человека были учениками или студентами, 60 — пенсионерами, 27 были неактивными по другим причинам.

## Достопримечательности
- Церковь Свв. Петра и Павла (XIII век). Исторический памятник с 1993 года[4]

## Фотогалерея

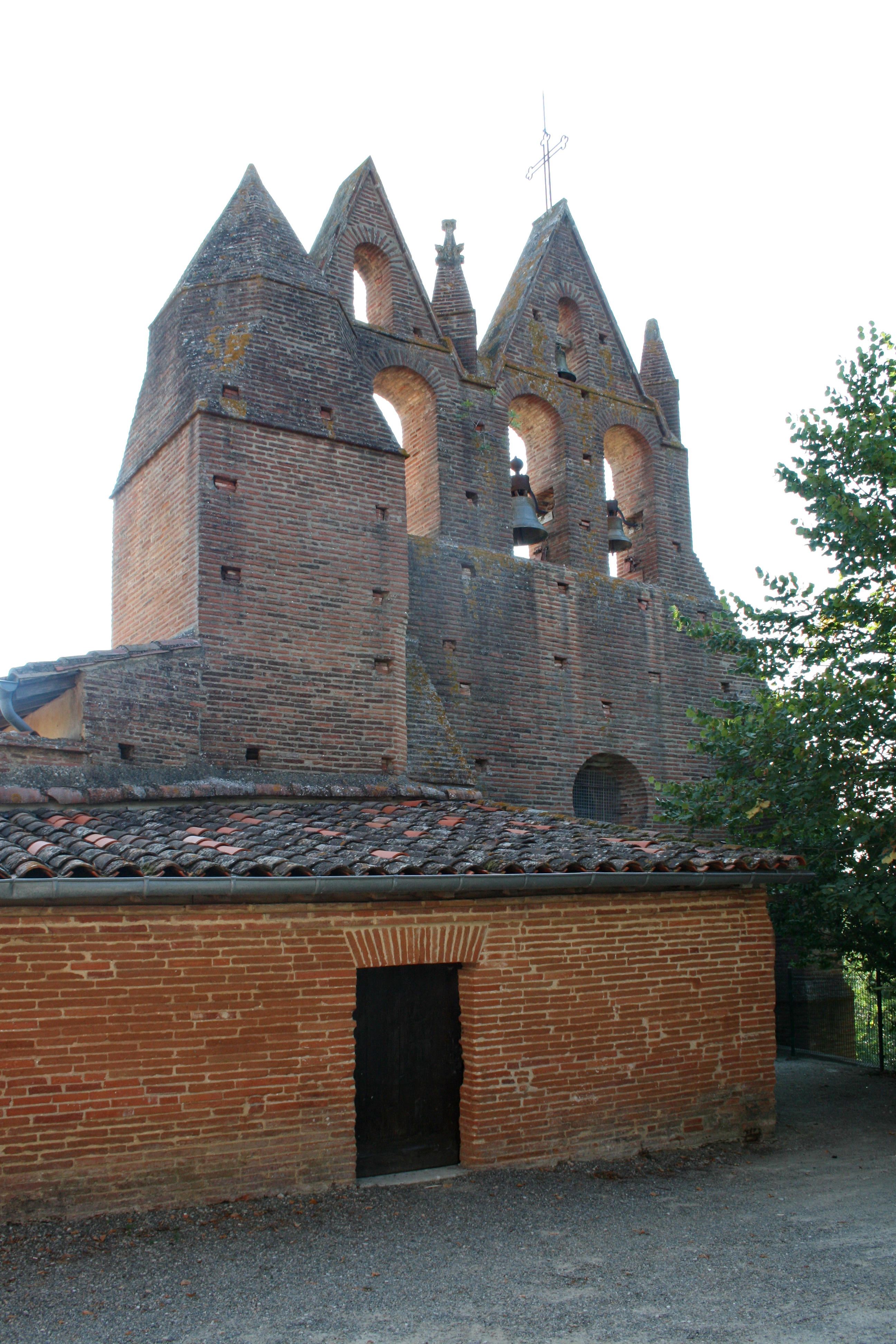
Церковь Свв. Петра и Павла
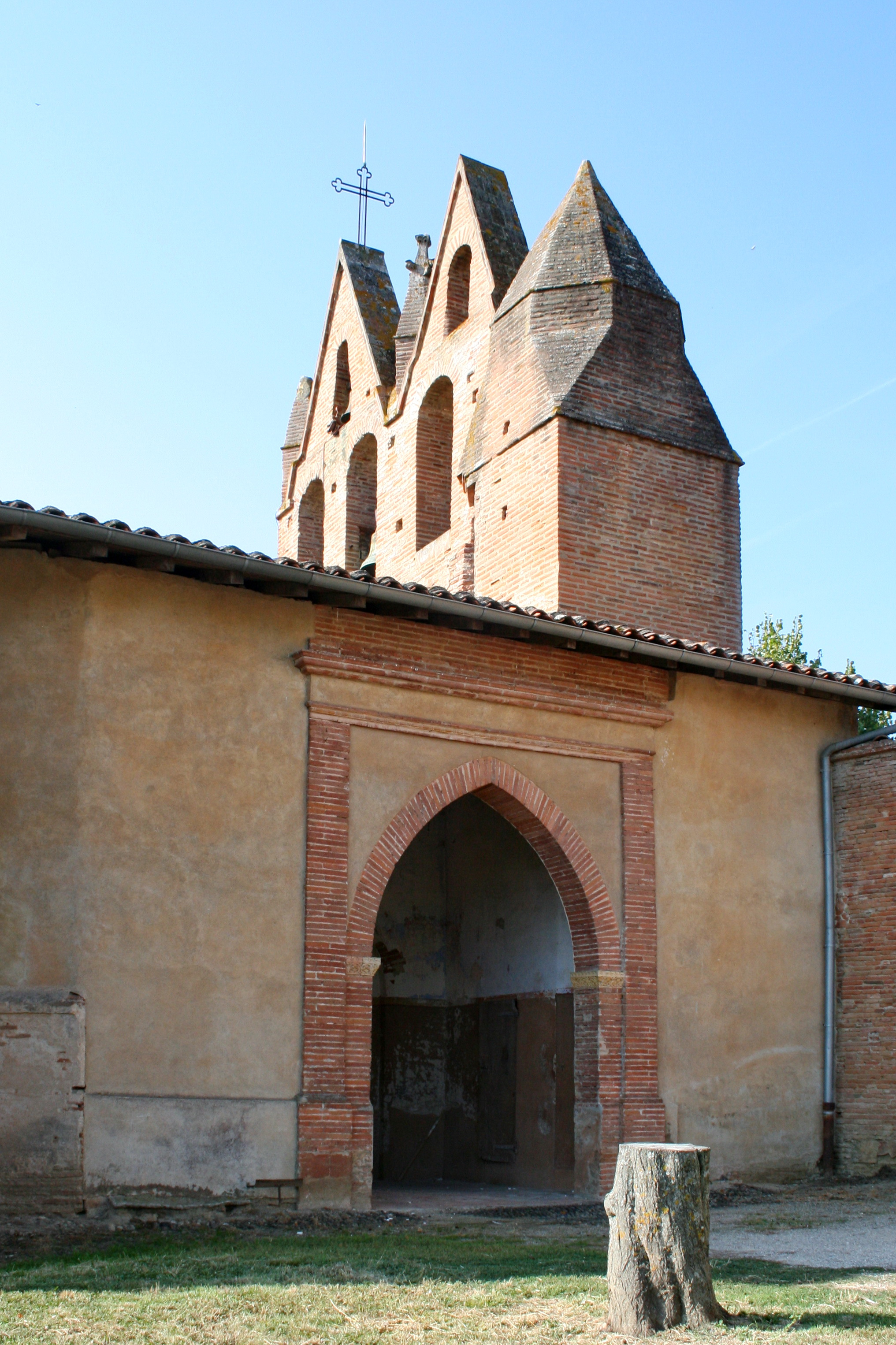
Церковь Свв. Петра и Павла
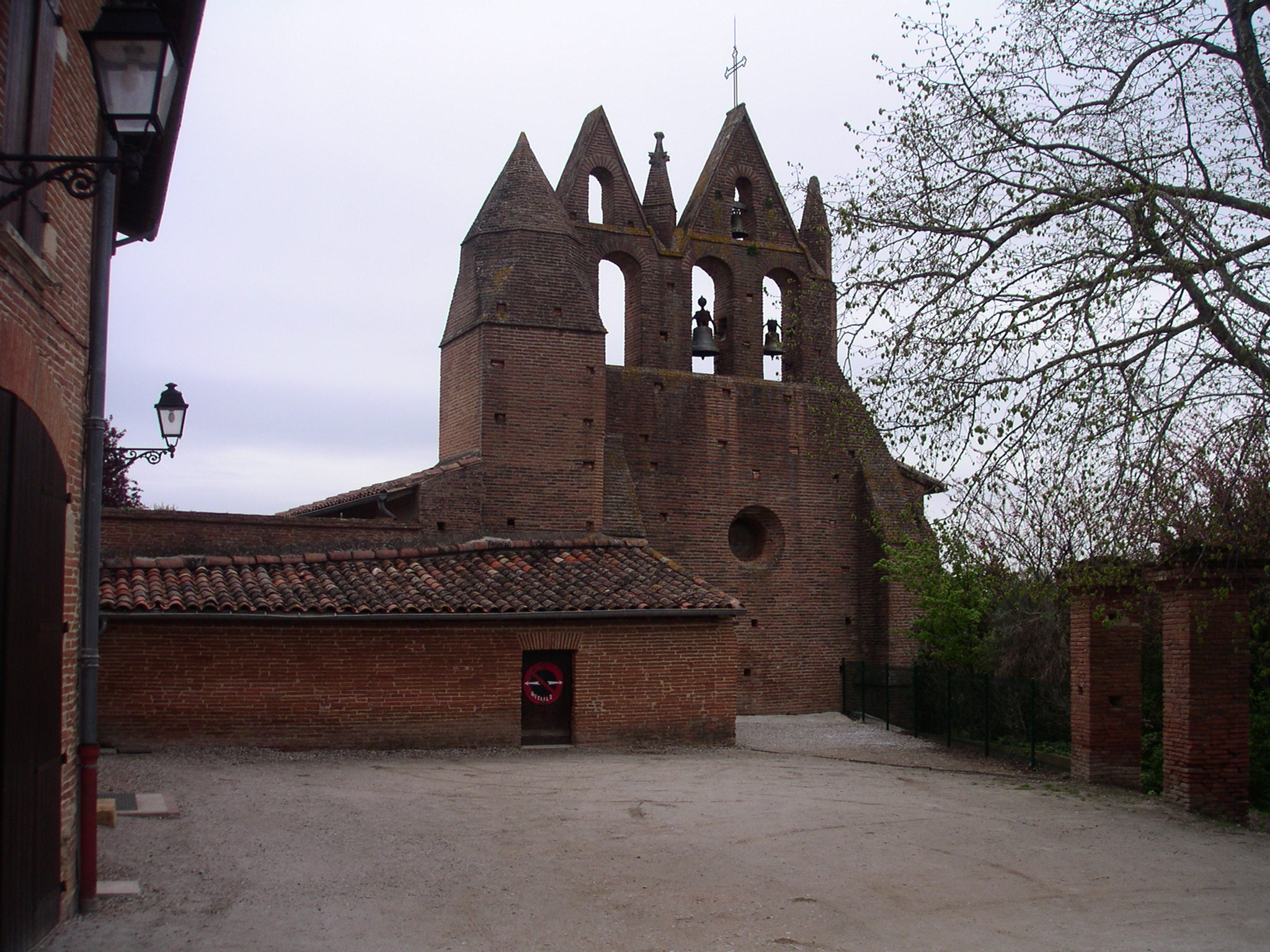
Церковь Свв. Петра и Павла
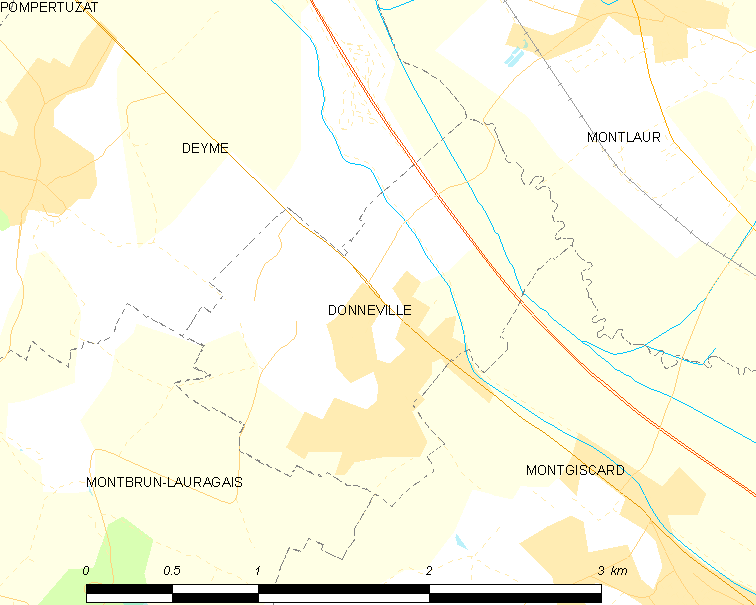
Карта коммуны